# Вагон-лесовоз
Вагон-лесовоз — железнодорожный грузовой вагон специализированный для перевозки лесоматериалов не требующих защиты от осадков.

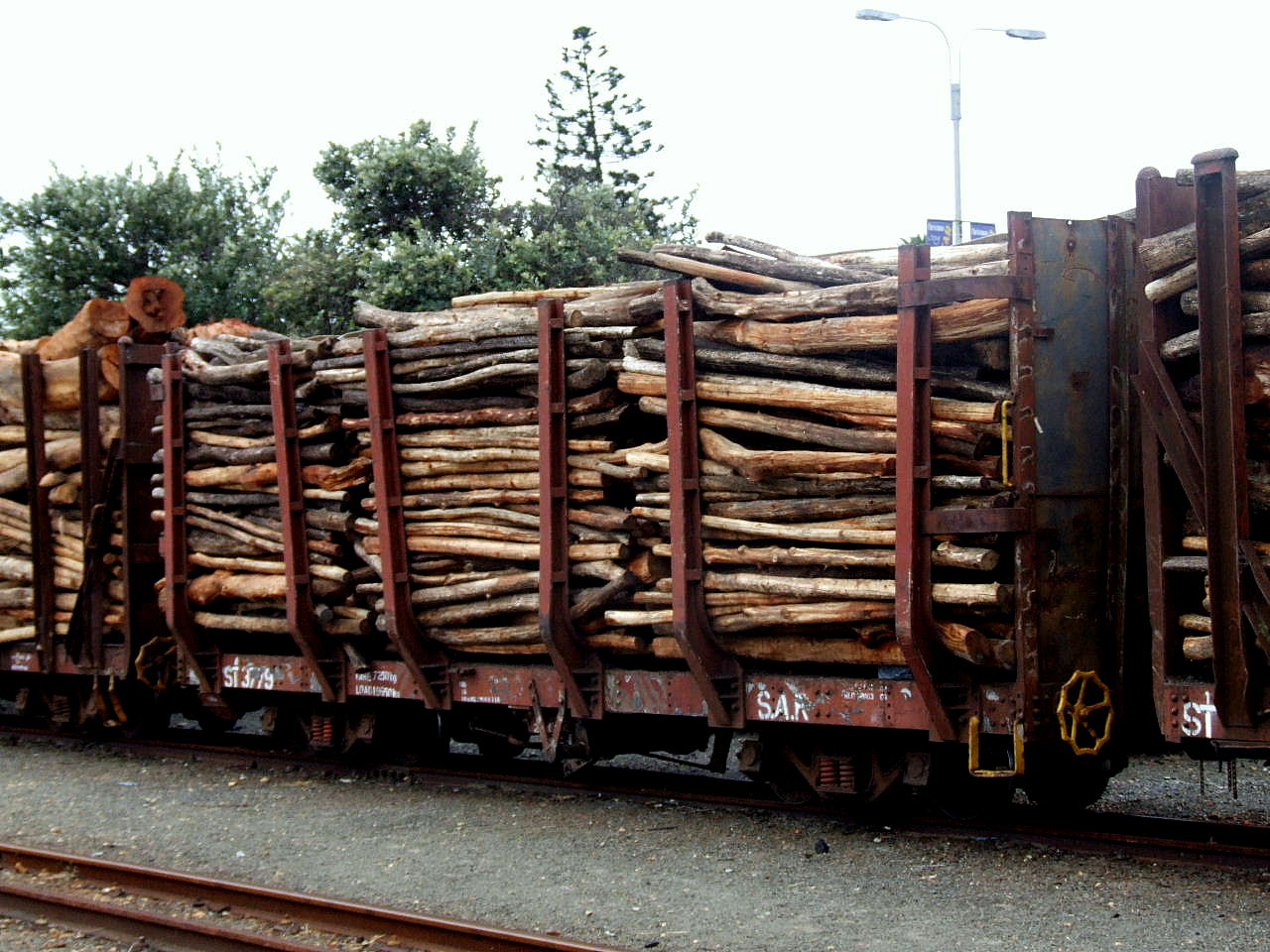
Вагон-лесовоз

На большие расстояния лес перевозится в основном по железной дороге. Долгое время перевозка осуществлялась в полувагонах или на платформах оборудованных деревянными стойками для крепления леса. Это считалось экономически целесообразным, так как позволяло используя один и тот же подвижной состав перевозить разный груз. Однако при условии формирования устойчивых грузопотоков становится выгодно применение специализированных вагонов. Такие вагоны появились за рубежом, а также в России.
Вагоны-лесовозы эксплуатирует Финляндия, Россия, Австрия, Новая Зеландия, ЮАР и другие страны. В России вагоны-лесовозы изготавливает Уралвагонзавод (как на центральном производстве, так и в своём в филиале в городе Волчанск), Алтайвагон, Энгельсский ЗМК, Рославльский ВРЗ. На Украине такие вагоны выпускает Днепровагонмаш.
Ещё на первых этапах развития вагоностроения кроме обычных платформ изготавливались специализированные вагоны для перевозки леса. Такие вагоны выпускались на рубеже 1870-х годов: двухосный, с квадратными отверстиями для кольев закрепляющих лес, с кольцами в бортах для крепления леса верёвками, с открытой тормозной площадкой прикрытой от груза торцевым щитком высотой 1054 мм. Так как вагоны имели небольшую длину — менее 8 метров, то начиная с 1874 года для перевозки длинных брёвен использовались сцепы из двух коротких вагонов называемые турникеты. Для этих целей на каждом из вагонов сцепа устанавливался поперечный брус с шкворневой пятой и двумя пятами — опорами для ползунов. Брёвна при погрузке укладывались на эти поперечные брусья, лес имел некоторую подвижность, что обеспечивало нормальное прохождение сцепом вагонов кривых. Впоследствии такая конструкция трансформировалась в вагон-сцеп. Ныне применяемые в России лесовозные вагоны имеют длину от 12,7 до 19 метров.